# Wyn Lodwick
Wyn Lodwick (* 15. März 1927 in Llanelli; † 25. April 2024) war ein walisischer Jazzmusiker (Klarinette, Gesang, Komposition) und Musikveranstalter, der als „Y Dyn Jazz“ bekannt wurde.

## Leben und Wirken
Wyn Lodwick, der aus der Gegend von Y Pwll nahe Llanelli stammte, leistete seinen Militärdienst als Techniker bei der Royal Navy ab, bevor er 1950 in Llanelli einen Jazzclub gründete und Konzertveranstaltungen in den Hotels Dock, Melbourne, The White Hart und im Stepney Hotel veranstaltete. Mehrmals im Jahr spielte er mit der Harlem Blues and Jazz Band. Er vertonte walisische Lieder im Jazzstil und hielt Vorträge über die Bedeutung und Geschichte des Jazz. Er trat in einer Reihe von Fernsehsendungen wie A Mind to Kill (1994) auf, außerdem regelmäßig im Theater Elli in seiner Heimatstadt. Bekannt war er in seiner Heimat Wales als „Y Dyn Jazz“, deutsch „Der Jazzmann“. Sein Freund, der Journalist Wyn Thomas, kam 1974 mit ihm in Kontakt, als spezielle Musikprogramme für den Hörfunksender Swansea Sound benötigt wurden. Die beiden arbeiteten dann in den 1980er-Jahren zusammen, als Wyn Lodwick und seine Band im Rahmen der Sendung Y Byd Yn Ei Le auf ITV Wales and West Jazzmusik spielten.
Mit einem gemeinsam mit Dill Jones geleiteten Quintett spielte Lodwick 1982 das Album The Welsh Connection ein. Des Weiteren legte er neben zwei Alben im Eigenverlag (Jazz O Gymru und ’O Bump Hewl I Harlem) noch die LP Y Band Yn Ei Le auf dem Label Recordiau 1.2.3. vor. Er war Leiter von Cymdeithas Jazz Cymru und einer der Gründer des Welsh Jazz Festival und des Brecon Jazz Festival. Er schrieb seine Autobiografie unter dem Titel „Wyn a i fyd: Atgofion a Straeon“ (Erinnerungen und Geschichten). Beim Monmouthshire Eisteddfod 2016 wurde er mit dem Grünen Kleid geehrt.